# Сафин, Гатфан Гизетдинович
Гатфан Гизетдинович Сафин (20 мая 1920, Ишлы, Аургазинский район, Башкирская АССР, РСФСР, СССР — 15 июня 2012) — тракторист комплексной бригады колхоза «Узянь» Аургазинского района БАССР, участник Великой Отечественной войны, Герой Социалистического Труда.

## Биография
Гатфан Гизетдинович Сафин родился 20 мая 1920 года в с. Ишлы Аургазинского района БАССР.
Трудиться начал в 1934 г. разнорабочим в колхозе «Урал» Аургазинского района. В 1939—1941 гг. работал трактористом Ишлинской МТС в колхозе «Узянь». В 1941—1944 гг. участвовал в Великой Отечественной войне в составе 53-й стрелковой бригады.
В 1944 г. Г. Г. Сафин возглавил сначала тракторную, затем комплексную бригады колхоза «Узянь» Аургазинского района. Если в послевоенные годы урожайность зерновых в хозяйстве составляла 10-12 центнеров с гектара, то в 1958—1960 гг. повысилась до 18-20 центнеров.
Комплексная бригада, руководимая Гатфаном Гизетдиновичем, с 1959 по 1965 г. произвела на площади 1200 гектаров 19 тысяч 800 центнеров зерна, или 16,5 центнеров с гектара. По таким основным зерновым культурам, как рожь и пшеница, бригада добилась более высоких показателей. В 1965 г. урожайность ржи составила 19 центнеров с гектара, с закрепленной площади собрано 6 тысяч 935 центнеров зерна, урожайность пшеницы — 17,8 центнера, сахарной свеклы — 193 центнера, кукурузы на силос — 287 центнеров с гектара.
За успехи, достигнутые в увеличении производства и заготовок зерновых и кормовых культур, высокопроизводительном использовании техники, Указом Президиума Верховного Совета СССР от 23 июня 1966 г. Г. Г. Сафину присвоено звание Героя Социалистического Труда.
До ухода на пенсию в 1980 г. работал газовиком в колхозе «Узянь».
Умер 15 июня 2012 года. Воспитал 8 детей (семерых сыновей и дочь), 9 внуков и 12 внучек.

## Награды
- Герой Социалистического Труда (1966)
- орден Ленина (1966),
- орден Отечественной войны 2-й степени (1985)
- медаль «За отвагу» (6 ноября 1943 года)
- медаль «За оборону Ленинграда»